# Editori Laterza
Editori Laterza ist ein italienischer Verlag mit Sitz in Rom und Bari.
Der Verlag wurde am 10. Mai 1901 von Giovanni Laterza (1873–1943) in Bari gegründet und trug zunächst den Namen Casa Editrice Gius. Laterza & figli als Hommage an den Vater Giuseppe Laterza (1841–1914). Bestimmend für die Ausrichtung des Verlagsprogrammes war die Zusammenarbeit mit dem Literaturkritiker und Philosophen Benedetto Croce (1866–1952). Seit 1908 erschienen die Werke von Croce im Verlag Laterza. Ebenfalls bei Laterza wurde die Zeitschrift «La Critica» publiziert, die Croce als Herausgeber und Beiträger maßgeblich prägte und zu einer der wichtigsten Literaturzeitschriften Italiens machte.
In der Nachkriegszeit übernahm Vito Laterza (1926–2001) die Leitung des Verlages. 1963 wurde der als Familienunternehmen geführte Verlag in eine Aktiengesellschaft umgewandelt.
Seit dem Jahr 1972 hat der Verlag seinen Sitz in Rom, der ursprüngliche Verlagssitz in Bari besteht allerdings weiter.